# Strengenský tunel
Strengenský tunel (německy Strenger Tunnel, nikoliv Strengener Tunnel) je silniční dvojtubusový tunel rychlostní komunikace S16 (Arlberg Schnellstraße) v okrese Landeck v Tyrolsku.

## Historie
Strengenský tunel byl postaven v letech 2000–2006. Slouží jako obchvat obce Strengen am Arlberg, přes kterou procházel hustý provoz mezi spolkovou zemí Vorarlbersko a Tyrolsko, než byl tunel postaven. Silnice S16 vede ze západního tunelu Flirsch z křižovatky ve východní části obce Flirsch portály (1100 m n. m.) pod obcí Strengen a z portálů (920 m n. m.) do křižovatky, která je v západní části obce Pians, pokračuje východním silničním tunelem Quadratsch. Stavba byla zahájena 16. října 2000. Severní tubus byl uveden do provozu 16. prosince 2005 pro dvousměrný provoz a provozován až do 2. června 2006. Celá stavba byla dokončena v červnu 2006. Ve dnech 22. a 13. srpna 2005 byly povodní na řece Rosanna poškozeny silnice a železniční trať. V srpnu 2005 byla prozatímně opravena jižní větev, aby byl zajištěn provoz mezi spolkovými zeměmi  Vorarlbersko a Tyrolsko. V roce 2016 byl tunel rekonstruován a vybaven pasivní požární ochranou.

## Popis
Tunel byl postaven novou rakouskou tunelovací metodou v alpské oblasti západního Rakouska. Byl ražen v geologické jednotce nazývané Landecker Quarzphyllit v tektonicky porušených vrstvách metamorfovaných hornin. Vzhledem k velkému výškovému rozdílu (výškový gradient je 2,9 %) byly oba tubusy pro jednosměrný dvouproudý provoz raženy zároveň. Severní tubus je dlouhý 5851 m, jižní 5775 m. Průřez tunelu byl dán šířkou 2×3,75 m a výškou vozovky 4,70 m, dvěma chodníky a umístěním ventilátorů. Poloměr průřezu byl 4,95 m, šířka 9,90 m. Světlý profil  je 55 m², plocha výrubu, která závisela na geologických podmínkách, byla 77 m² respektive 88 m². Největší nadloží je 620 m. 